# Ендрю Мерта
Ендрю Мерта (англ. Andrew Murtha) — австралійський шорт-трековик, олімпійський медаліст, чемпіон світу та призер чемпіонатів світу в естафеті.
Він двічі виступав на зимових Олімпійських іграх. У 1992 році на Олімпіади в Альбервілі брав участь у двох змаганнях — був сьомим в естафеті і 19 -м у бігу на 1000 метрів. У лютому 1994 року виступив на Олімпіаді в Ліллегаммері. Здобув бронзову олімпійську медаль в естафеті (в австралійській збірній також виступали Стівен Бредбері, Кіран Гансен і Річард Нізельскі).
У 1991—1994 роках здобув три різні медалі чемпіонатів світу (по одній кожного кольору) в естафетах. В індивідуальному заліку чемпіонату світу 1992 року був дев'ятим у багатоборстві, крім того, був п'ятим у командному чемпіонаті світу 1991 року.